# Beleg van Coevorden (1592)

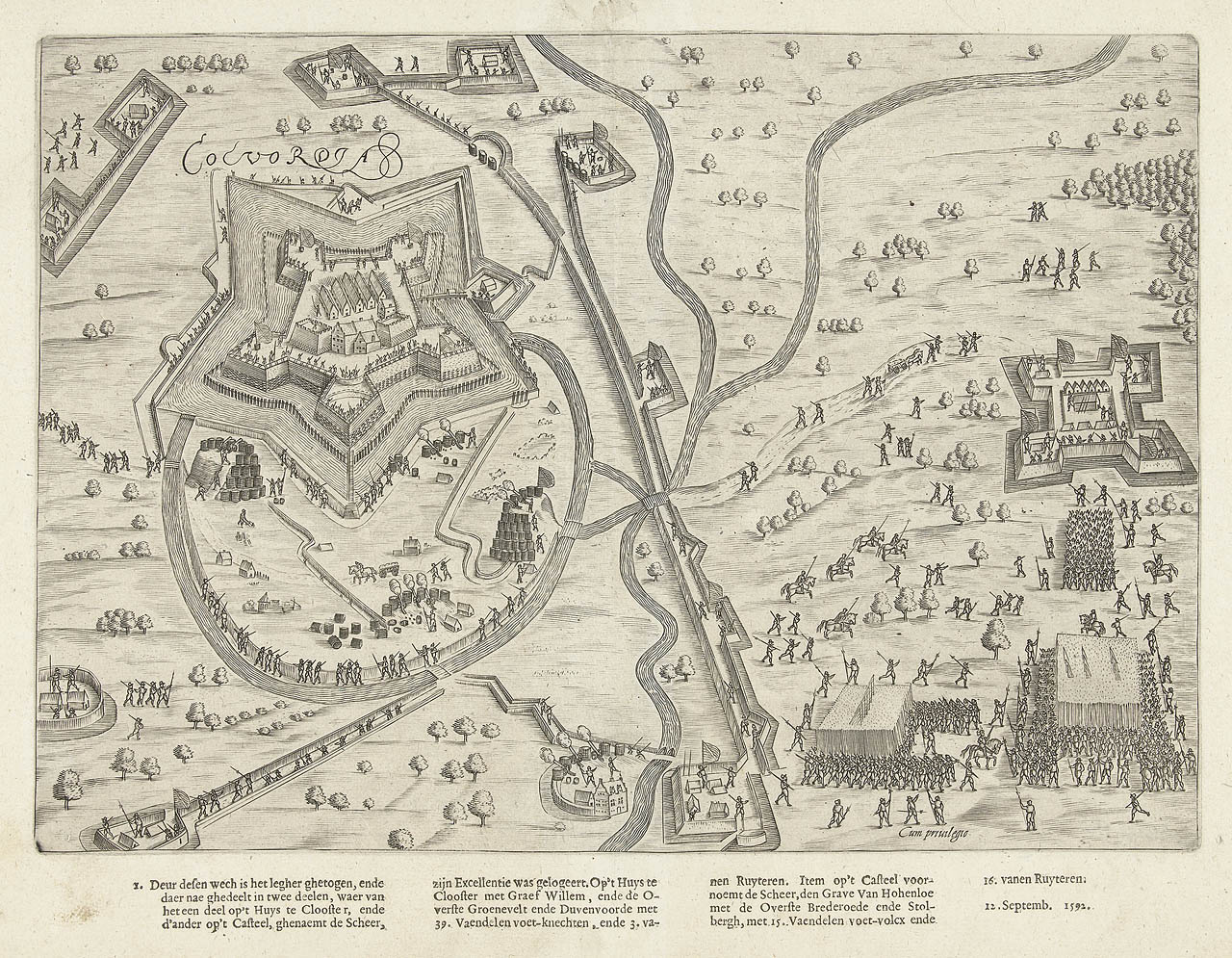
Weergave van het beleg (Bartholomeus Willemsz. Dolendo)

Het Beleg van Coevorden is een succesvolle belegering van de stad Coevorden tijdens de Tachtigjarige Oorlog door Maurits van Nassau, de latere prins van Oranje en Willem Lodewijk van Nassau voor de Staatse partij. De stad werd verdedigd door de Frederik van den Bergh in opdracht van de koning Filips II van Spanje. Francisco Verdugo en Cristóbal de Mondragón probeerden de stad nog tevergeefs te ontzetten, dat echter mislukte. Op 2 september gaf de stad zich over aan de Staatse troepen.

## Aanloop naar het beleg
De Verenigde Nederlanden waren onder leiding van Maurits bezig met een opmars. Maurits had in 1591 al een succesvolle veldtocht geleid, waarin hij diverse steden had veroverd, met als hoogtepunt de verovering van Nijmegen. Tijdens die veldtocht had hij eveneens Delfzijl ingenomen, waardoor Groningen ontdaan werd van zijn voornaamste doorvoerhaven. Het uiteindelijke doel van Maurits was om Groningen zelf in te nemen, maar daar waagde hij zich in 1591 niet aan, omdat de stad te sterk werd bevonden. In 1592 begon hij daarom met de verdere insluiting van Groningen door Steenwijk in te nemen. Na Steenwijk wilde Maurits direct doortrekken naar Coevorden, maar in de Staten-Generaal was twijfel ontstaan. De hertog van Parma, Alexander Farnese, kwam meer in de buurt van de Noordelijke Nederlanden, waardoor Zeeland en Holland Maurits wilden terugroepen. Echter werd het Staatse leger wel aangevuld met 2000 Duitse soldaten en was Farnese nog niet geheel gereed met zijn leger. Uiteindelijk werd besloten om een gedeelte van het leger naar Holland te sturen, waarna Maurits met het overgebleven leger naar Coevorden kon trekken, om daar zijn kamp op te laten slaan. Wanneer na Steenwijk ook Coevorden ingenomen zou worden, werd de verbinding tussen Groningen en Twente doorsneden. Coevorden zelf was een belangrijke vestingstad in het oosten van het land. Door sommigen werd het zelfs de derde sterkste vesting van Europa genoemd, na Antwerpen en Milaan. Het bestond uit een vesting met vijf bastions. Voor de bastions stond een borstwering.

## Belegering
Terwijl Maurits ondertussen door was getrokken naar Twente om daar alvast de situatie te bekijken, begon Willem Lodewijk met het graven van loopgraven richting de vesting en het bouwen van schansen rondom de stad. Hierdoor werden alle toegangswegen naar de stad beheerd en was de stad afgesneden van de buitenwereld. Behalve de Bentheimerbrug, die volgens velen verkeerd om was geplaatst. De linie rondom Coevorden was nagenoeg compleet, op een gedeelte ten oosten van Coevorden na, omdat dit moerassig was en daardoor nagenoeg ondoorgaanbaar. Op 12 augustus keerde Maurits terug uit Twente.
Steenwerpers en piekeniers worden door Maurits de stadsgracht over gestuurd om een aanval te doen op de vesting. De gracht was zelf 4 a 5 voet diep (circa 1,5 meter) en 12 voet breed (circa 4 meter). De precieze opdracht die ze meekregen was om de borstwering te beklimmen, om vervolgens daarachter een positie in te nemen op de wal, die niet door bolwerken verdedigd werd. Tegelijkertijd werd een groep soldaten op de voorstad afgestuurd om de steenwerpers en piekeniers te hulp te schieten. Echter de aanval werd afgeslagen door het garnizoen in de stad. De dag erna lukte het wel om de voorstad te bezetten
Vanaf de voorstad konden de troepen overdekte wegen naar de gracht aanleggen, waarna deze zo goed als gedempt kon worden. Dit leverde extra problemen op voor de troepen in de stad, die nog lastiger aan vers water konden komen. Op de vraag of de stad zich over wilde geven, antwoordde Frederik van den Bergh: "Ge zult aan Maurits berichten, laat hij eerst deze wal met de grond gelijk maken, zodra zij vervolgens verschillende aanvallen hebben uitgevoerd, zal ik overwegen of het van belang schijnt een trommelslager te sturen voor een onderhoud." Frederik had het vertrouwen dat Francisco Verdugo, gezamenlijk met andere Spaanse bevelhebbers, voor ontzet van de stad zouden zorgen.

### Poging tot ontzet
Verdugo was inderdaad vanuit Grol, waar hij gelegerd was, onderweg met een ontzettingsleger naar Coevorden. Maurits had ter voorbereiding op de confrontatie met Verdugo enkele forten gebouwd op strategische plaatsen. Verdugo was ondertussen tot vlak bij de stad genaderd. Door middel van het ontsteken van vuren, werd de stad op de hoogte gebracht van zijn aanwezigheid. Engelse troepen, onder leiding van Francis Vere, konden zoals afgesproken, Maurits te hulp schieten. Zij waren namelijk door koningin Elisabeth I van Engeland verzocht om naar Frankrijk te trekken, maar de Staten-Generaal hadden een uitweg gevonden, waardoor de troepen in de Nederlanden kon blijven en bij dreiging van Spaanse troepen hulp konden bieden.

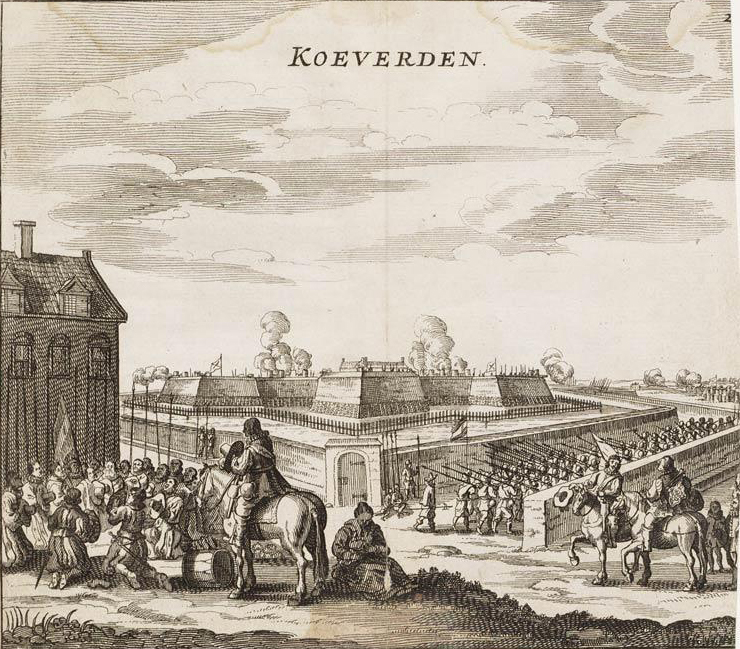
Coevorden ingenomen door Maurits (Johannes Janssonius)

27e augustus viel het Spaanse ontzettingsleger het kamp van Maurits aan, maar maakten ondanks de grote verliezen, weinig terreinwinst. Verdugo deed daarna nog pogingen om een slag op open veld met Maurits aan te gaan, maar Maurits liet zich hier niet toe verleiden. Ondertussen gingen de gevechten bij de stad verder. Van den Bergh had een wal laten ondermijnen en daarachter een nieuwe wal opgeworpen, om zo de Staatse troepen te verrassen. Het heeft echter weinig effect en wanneer Van den Bergh merkt dat het ontzettingsleger geen poging meer doet om de stad te ontzetten, stuurt hij een trommelslager naar Maurits met de verzoek om tot onderhandelingen over te gaan. Van den Bergh had diverse voorwaarden opgesteld, die grotendeels werden ingewilligd. Zo gaf Coevorden zich op 2 september 1592 over aan Maurits.

## Nasleep
Na de verovering van Maurits, probeerde Verdugo de stad uit te hongeren door het te omsingelen en zo tot overgave te dwingen. Willem Lodewijk had echter voor voldoende voorraad aan voedsel gezorgd, waardoor de stad het lang kon volhouden. Daarnaast had Verdugo vele tegenslagen te verduren, waaronder ziekte onder de troepen en desertie. Uiteindelijk werd de stad op 6 mei 1594 ontzet door Maurits en Willem Lodewijk, die in Zwolle een legermacht van 12000 man en 1900 ruiters op de been hadden gebracht. Maurits was al aanwezig in het noorden van het land om Groningen te belegeren. Tijdens dit ontzet vond er geen gevecht plaats, omdat Verdugo het leger van Maurits en Willem Lodewijk vele malen sterker inschatte. Hij bracht zijn leger naar Twente, op 400 man na, die naar Groningen werden gestuurd. Het geheel valt achteraf in de Tien Jaren.